# Hachemi Ouahchi
Hachemi Ouahchi (arab. ‏هاشمي الوحشي‎; ur. 25 grudnia 1960) – tunezyjski piłkarz grający na pozycji obrońcy. W swojej karierze grał w reprezentacji Tunezji.

## Kariera klubowa
Swoją karierę piłkarską Ouahchi rozpoczął w klubie Étoile Sportive du Sahel. Zadebiutował w nim w 1980 roku i grał w nim do 1987 roku. Wywalczył z nim dwa mistrzostwa Tunezji w sezonach 1985/1986 i 1986/1987 oraz zdobył dwa Puchary Tunezji w sezonach 1980/1981 i 1982/1983. W 1987 roku przeszedł do Club Sportif Sfaxien.

## Kariera reprezentacyjna
W reprezentacji Tunezji Ouahchi zadebiutował w 1980 roku. W 1982 roku powołano go do kadry na Puchar Narodów Afryki 1982. Zagrał w nim w trzech meczach grupowych: z Kamerunem (1:1), z Libią (0:2) i z Ghaną (0:1). W 1988 roku wziął udział w Igrzyskach Olimpijskich w Seulu. W kadrze narodowej grał do 1989 roku.